# Gibea

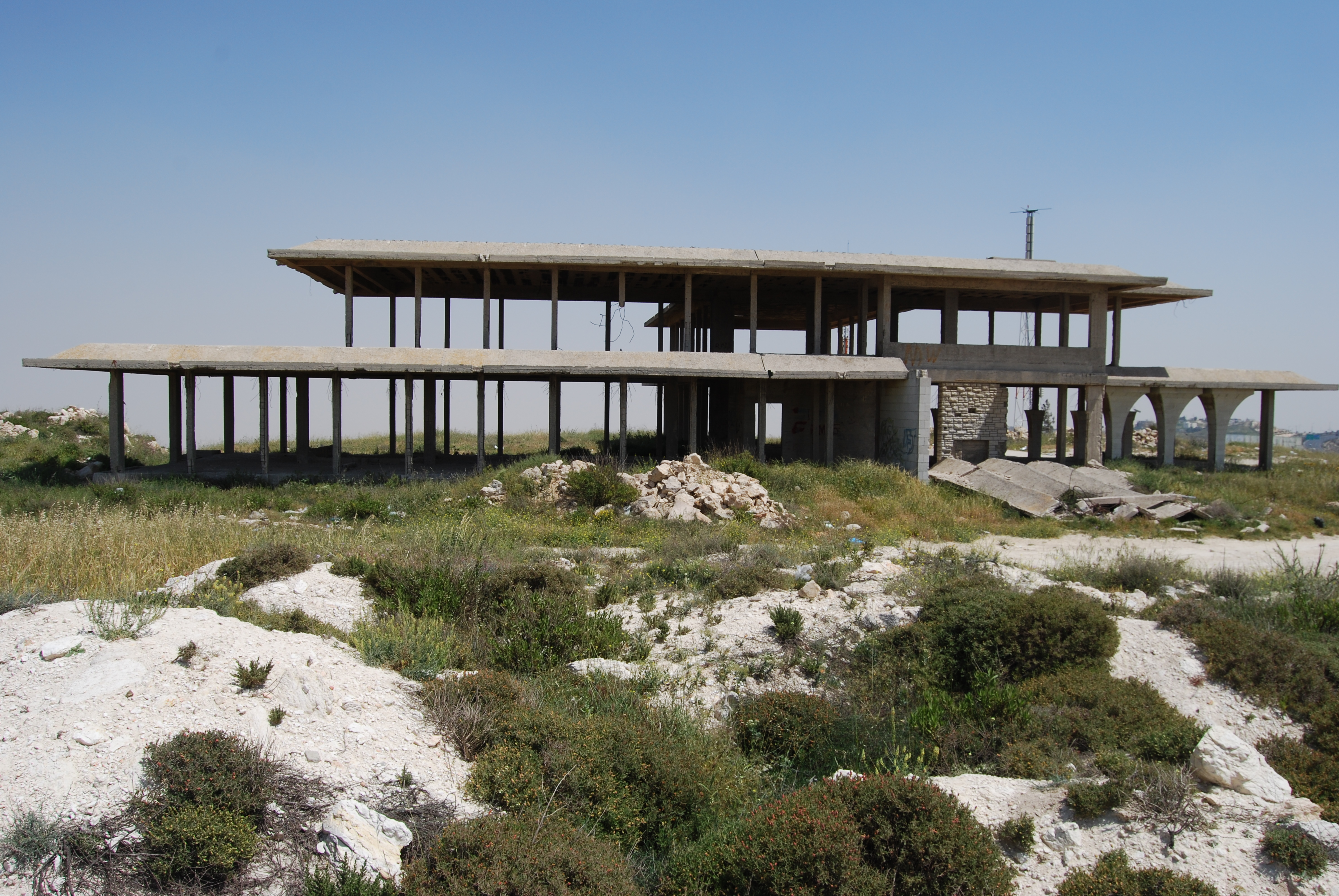
Nieukończony pałac króla Husajna na Tell el-Fūl

Gibea, Gibea Beniamina, Gibea' Saula – rodzinne miasto i stolica Saula, króla Izraela.

## Lokalizacja
Gibea identyfikuje się z Tell el-Fūl, położonym około 6,5 km na północ od Jerozolimy.